# فرودگاه انریکه آدولفو خیمنز
فرودگاه انریکه آدولفو خیمنز (به انگلیسی: Enrique Adolfo Jiménez Airport) یک فرودگاه همگانی با کد یاتا ONX است که یک باند فرود بتن دارد و طول باند آن ۱۸۲۹ متر است. این فرودگاه در کشور پاناما قرار دارد و در ارتفاع ۸ متری از سطح دریا واقع شده است.

## شرکت‌های هواپیمایی و مقصدهای پروازی
| شرکت‌های هواپیمایی            | مقصدهای پروازی                |
| ---------------------------- | ----------------------------- |
| Air Panama aero-taxi Charter | آلبروک مارکوس برندزینو گلابرت |